# Sunny Skylar
Sunny Skylar (* 11. Oktober 1913 in Brooklyn, New York; † 2. Februar 2009 in Las Vegas; eigentlich Selig Shaftel) war ein US-amerikanischer Sänger, Komponist, Liedtexter und Musikverleger.

## Leben und Werk
Sunny Skylar, als Sohn russischer Einwanderer in New York geboren, begann seine Karriere als Sänger in der Big-Band-Ära bei den Orchestern von Ben Bernie, Paul Whiteman, Abe Lyman und Vincent Lopez und trat bis in die 1950er Jahre hinein regelmäßig auf kleineren Klubbühnen in New York und Las Vegas auf.
Ab den 1940er Jahren arbeitete er verstärkt auch als Komponist und Liedtexter in der Tradition der Tin Pan Alley und schrieb über 300 Songs, darunter die Hits All the Time (1946), Gotta Be This or That (1946) und Hair of Gold, Eyes of Blue (1948). Zeitweise arbeitete Skylar auch beim Film, etwa für Carnival in Costa Rica (1947) mit Dick Haymes. Für Frank Sinatra schrieb Skylar 1947 It All Came True und You’ll Always Be the One I Love. Skylars Komposition Don’t Wait Too Long, die Tony Bennett 1963 vorstellte, nahm Sinatra 1965 mit Gordon Jenkins für sein Album September of My Years auf.
Vielfach übersetzte er Lieder aus dem Spanischen und Italienischen; besonderen Erfolg hatten in den 1940er Jahren seine englischen Versionen von Gabriel Ruiz’ Amor, Consuelo Velázquez’ Besame Mucho, Agustín Laras Noche de Ronde (Be Mine Tonight) und Ruggiero Leoncavallos Mattinata (You’re Breaking My Heart), mit dem Vic Damone 1949 an die Spitze der US-amerikanischen Billboard-Charts gelangte. 1961 übersetzte er den mexikanischen Hit Cuando caliente el sol, mit dem die Ray Charles Singers 1964 (Love Me with All Your Heart) einen Millionenhit landeten.
In den 1960er Jahren lebte Skylar zeitweise in Brasilien, seit den 1970er Jahren war er in Las Vegas ansässig.